# Andropogon gayanus
Andropogon gayanus là một loài thực vật có hoa trong họ Hòa thảo. Loài này được Kunth mô tả khoa học đầu tiên năm 1829.

## Hình ảnh

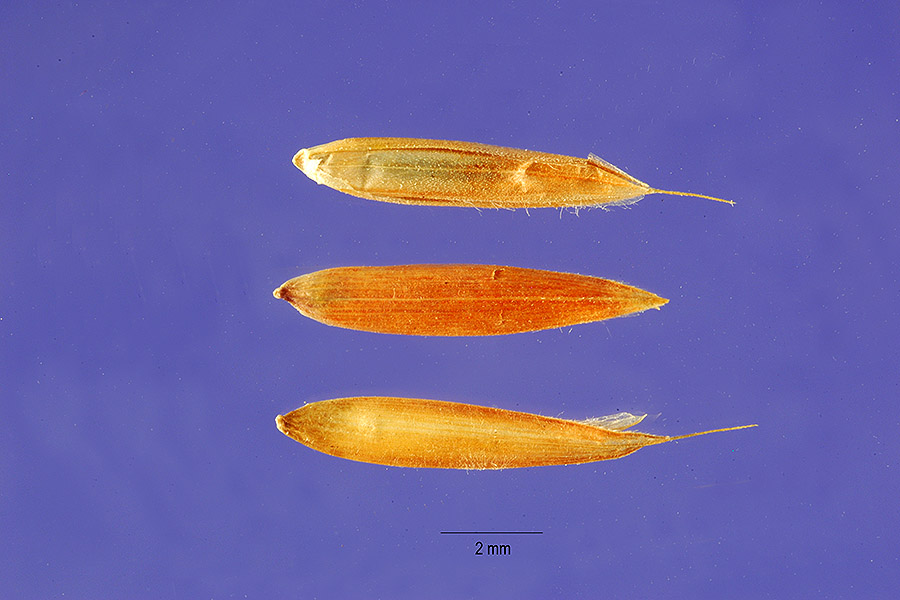
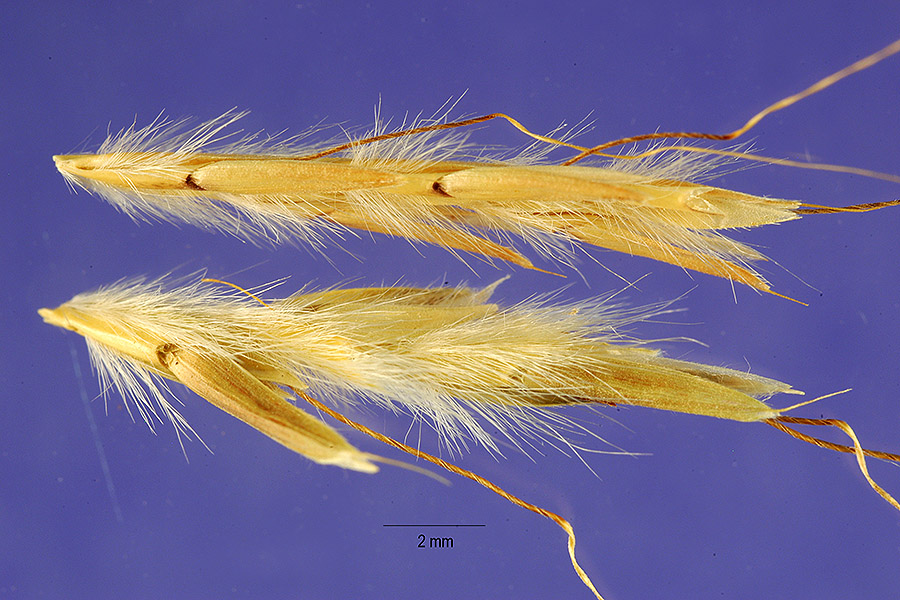